# 밀른베이주

밀른베이주의 깃발

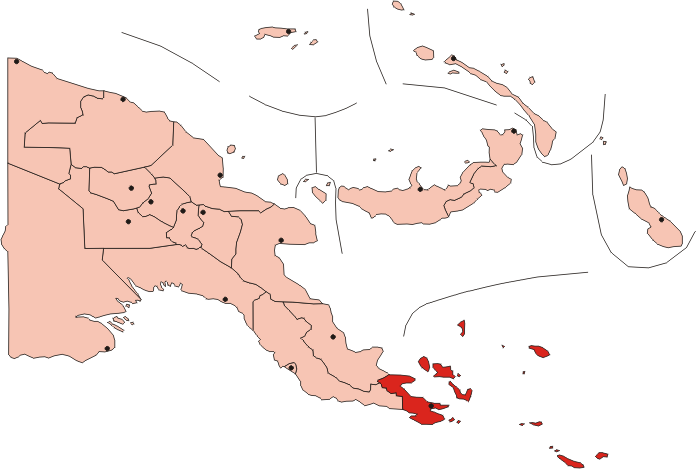
밀른베이주

밀른베이주(Milne Bay)는 파푸아뉴기니의 주로 주도는 알로타우이며 면적은 14,000km2, 인구는 209,504명(2000년 기준)이다. 600여 개의 섬이 있는데 이 중 160개 정도가 유인도이다. 48개 언어가 사용되며 대부분 오스트로네시아어족의 동부 말레이폴리네시아어족에 속한다. 주의 경제는 관광업과 석유, 금(미시마섬의 금광에서 생산됨)이며 그 외에 마을 단위로 코코아와 코프라를 재배한다. 제2차 세계 대전 때 밀른베이 전투가 이 곳에서 벌어졌다.
문화적으로 밀른베이 지역은 "마심"이라고도 불리는데 이는 미시마섬을 변형해서 부른 것이다. 마심 사회는 일반적으로 모계 혈통의 특징을 지니고 있으며 쿨라 고리로 불리는 교역 지대를 갖고 있다.
밀른베이의 산호초는 세계에서 가장 다양한 종의 분포를 보이는 곳 중 하나로 환경 운동 단체들의 관심을 끌고 있다. 밀른베이의 주요 섬들은 다음과 같다:
- 당트르카스토 제도: 굿이너프섬(니둘라), 퍼거슨섬(모라타우), 사나로아섬, 도부섬, 노르망디섬(두아우)
- 트로브리안드 군도: 키리위나섬, 카일레우나섬, 바쿠타섬, 키타바섬
- 암플레트 제도
- 우드라크섬(무유, 무루아)
- 루아지아드 제도: 로셀섬(옐라), 타굴라섬(바나티나이), 미시마섬
- 사마라이섬: 1969년 알로타우로 이전하기 전까지 주도였음.
- 콰토, 데카데카섬, 로게아섬, 살리바섬, 바실라키섬, 시데이아섬
- 엔지니어 제도: 튜브튜브섬, 코라이웨섬